# محاضر أول
المحاضر الأول (بالإنجليزية: Senior lecturer) هي درجة أكاديمية. المحاضر الأول في المملكة المتحدة وجمهورية أيرلندا ونيوزيلندا وأستراليا وسويسرا يكون عضو هيئة التدريس في جامعة أو مؤسسة مماثِلة. وهي وظيفة تعادل تقريباً درجة أستاذ مشارك في جامعات أمريكا الشمالية.